# Kup
Kup is een plaats (község) en gemeente in het Hongaarse comitaat Veszprém. Kup telde 460 inwoners in 2001.